# 宇治村唯
宇治村 唯（うじむら ゆい、2001年3月20日 - ）は、愛媛県出身のハンドボール選手。日本ハンドボールリーグのソニーセミコンダクタマニュファクチャリング所属。

## 経歴
2023年、日本ハンドボールリーグのソニーセミコンダクタマニュファクチャリングへ加入。

## 詳細情報

### 背番号
- 11 (2023年 - )